# ألبرت تيت جونيور
ألبرت تيت جونيور (بالإنجليزية: Albert Tate, Jr.)‏ هو محامي وقاضي أمريكي، ولد في 23 سبتمبر 1920 في أوبلوساس في الولايات المتحدة، وتوفي في 27 مارس 1986 في نيو أورلينز في الولايات المتحدة.